# Sengon (Bendungan)
Sengon is een bestuurslaag in het regentschap Trenggalek van de provincie Oost-Java, Indonesië. Sengon telt 1737 inwoners (volkstelling 2010).